# Jaana Sundberg
Jaana Jokinen-Sundberg (ur. 2 kwietnia 1983) – fińska judoczka. Olimpijka z Londynu 2012, gdzie zajęła siedemnaste miejsce wadze półlekkiej.
Piąta na mistrzostwach świata w 2013, 33. w 2010; uczestniczka zawodów w 2005, 2007, 2009, 2011 i 2015. Startowała w Pucharze Świata w latach 2003–2012, 2015 i 2016. Piąta na mistrzostwach Europy w 2005, 2009 i 2011 roku. Zdobyła dwa brązowe medale na igrzyskach wojskowych i wojskowych MŚ. Jedenastokrotna mistrzyni kraju.

## Letnie Igrzyska Olimpijskie 2012
| Konkurencja | Eliminacje                | Klas. końcowa |
| Konkurencja | Przeciwnik I              | Miejsce       |
| ----------- | ------------------------- | ------------- |
| 52 kg       | Majlinda Kelmendi (ALB) P | 17.           |